# Laokoon (obraz El Greca)
Laokoon (hisz. Muerte de Laocoonte) – obraz El Greca namalowany w latach 1610–1614, znajdujący się obecnie w National Gallery of Art w Waszyngtonie.
Obraz jest jedynym dziełem El Greca, poruszającym tematykę mitologiczną. Powstał pod koniec podróży artysty po regionie Morza Śródziemnego. Inspiracją do jego powstania było odkrycie w Rzymie, w 1506 roku rzeźby Laokoona z I w.n.e. Grupa Laokoona oraz historia opisana w Eneidzie Wergiliusza.
Legenda wspomina o Laokoonie, kapłanie boga Posejdona, który jako jedyny ostrzegał Trojańczyków przed przyjęciem daru Greków – konia trojańskiego, mówiąc: Boję się Greków i ich darów. Sam też cisnął dzidą w drewniany posąg. Jego słowa i czyn rozgniewały część bogów, którzy nasłali na niego i jego synów węże morskie.

## Opis obrazu

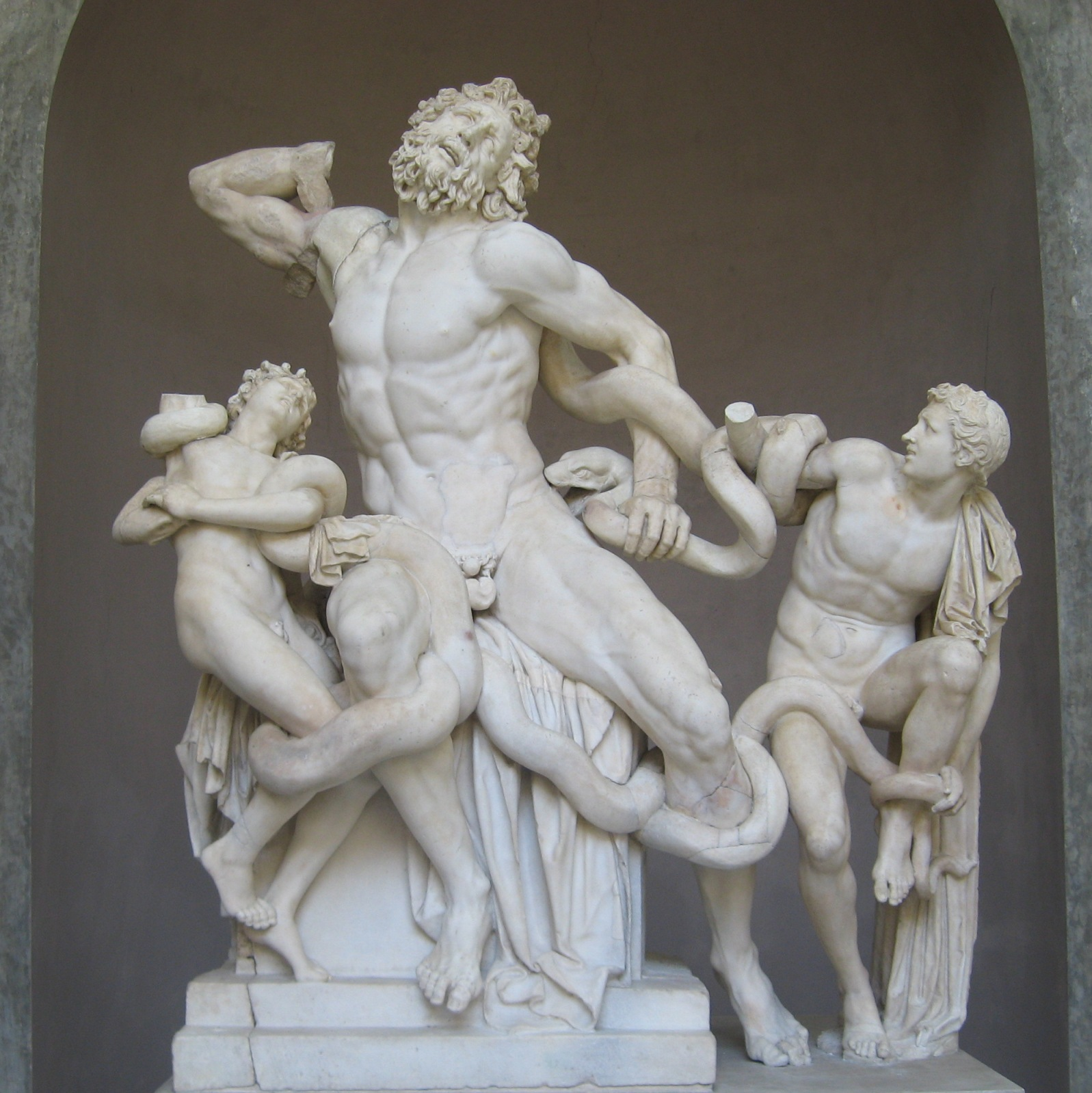
Inspiracja El Greca: Grupa Laokoona, Muzea Watykańskie

El Greco przedstawił śmierć Laokoona i jego synów w dramatyczny, wręcz apokaliptyczny sposób. Ich upiornie blade ciała kontrastują z malowniczym krajobrazem. Kapłan leży pośrodku, walczy z wężem, który próbuje ukąsić starca. Podobizna Laokoona jest tą samą, jaką ma św. Piotr w jego wcześniejszej pracy pt. Łzy św. Piotra. Z prawej strony leży martwy już jeden z synów, z lewej strony drugi walczy jeszcze z kolejnym wężem. Po prawej stronie widać trzy nieukończone postacie. El Greco nie ukończył dzieła, a dwie inne wersje tego tematu odnotowano w inwentarzu sporządzonym w 1614 roku. Postaciami tymi prawdopodobnie mieli być bogowie przyglądający się śmierci kapłana. Postać na pierwszym planie trzyma w dłoni jabłko, co sugeruje, iż miały to być postacie Heleny i Parysa. W 1969 roku historyk A.W. Palm wysunął przypuszczenie, iż jest to para Adam i Ewa. W latach 1955–1956, po pracach konserwatorskich, odkryto trzecią głowę, zamalowaną przez samego artystę, która mogła być inną wersją głowy postaci na pierwszym planie. Przy tych samych pracach odsłonięto płócienne opaski domalowane po śmierci malarza, zasłaniające genitalia dwóch skrajnych aktów.
Pośrodku płótna widać sylwetkę konia, mającego symbolizować konia trojańskiego. Dalej znajduje się panorama miasta Toledo zastępująca Troję. Taką sama panoramę El Greco przedstawił na obrazach Widok Toleda (dwie wersje) czy w różnych wersjach Ukrzyżowania. Umieszczenie widoku miasta Toledo jako tła, związane jest z legendą o założycielach miasta, przybyszach z Troi, Telamonie i Brutusie.